# Türr István Gimnázium és Kollégium
A Türr István Gimnázium és Kollégium Pápa belvárosában található középfokú oktatási intézmény. Egy a városban található 6 középfokú intézményből. Az iskola falai között számos költő, politikus illetve híres személyiség volt a diákok között a majd 400 éves története során. A gimnázium a pápai intézmények közül egyedüliként szerepel a HVG által évente közzétett "100 legjobb vidéki gimnázium és szakközépiskola listáján", 2014-ben a 68. helyet, míg 2015-ben a 61. helyet foglalta el a rangsorban.

## Története
Az iskolának közel 400 évre visszanyúló története van. Az első ismert oktatási intézményt ezen a helyen, pálos rendi szerzetesek alapították 1638-ban, Csáky László földesúr hívására. Ekkor Pápán 4 családtól eltekintve csak protestáns családok éltek. Ezen szeretett volna a földesúr változtatni, egy katolikus iskola alapításával. Erre a célra ő a pálos rendieket találta megfelelőnek, mind magyar eredetük, mind szerzetesrendjük szellemisége miatt.
Az első valódi feljegyzések az iskola tényleges létrejöttéről 1647-ben keletkeztek, amikor a nagykáptalanhoz beterjesztett dokumentumban már említést tettek tanulókról. Ez az iskola még az ún. „kisgimnáziumi” kereteken belül működött. A pálos-iskola további létéről 1761-ig kevés írásos emlékünk van, de más feljegyzésekből kiderül, hogy kibővítették az iskola épületét, mivel a kisgimnáziumot átalakították ún. „archigimnáziumá” vagy más néven „főgimnáziummá”. Az épületet ekkor bővítették ki egy új iskolarésszel. Az iskola 1752-1780 között kiemelt szerepet kapott Pápán, mert ez időben a Pápai Református Kollégium nem működött, és ezért a pálos gimnázium volt az egyetlen középfokú intézmény a városban.
Az oktatást ekkor 3 tanár végezte 6 osztálynak 3 tanteremben. Ebből 3 ún. grammatikai osztályban a latin nyelv írása és olvasása, míg a következő felsőbb évfolyamokban a poétika, retorika, görög nyelv, történelem és a földrajztudományok elsajátítása folyt.

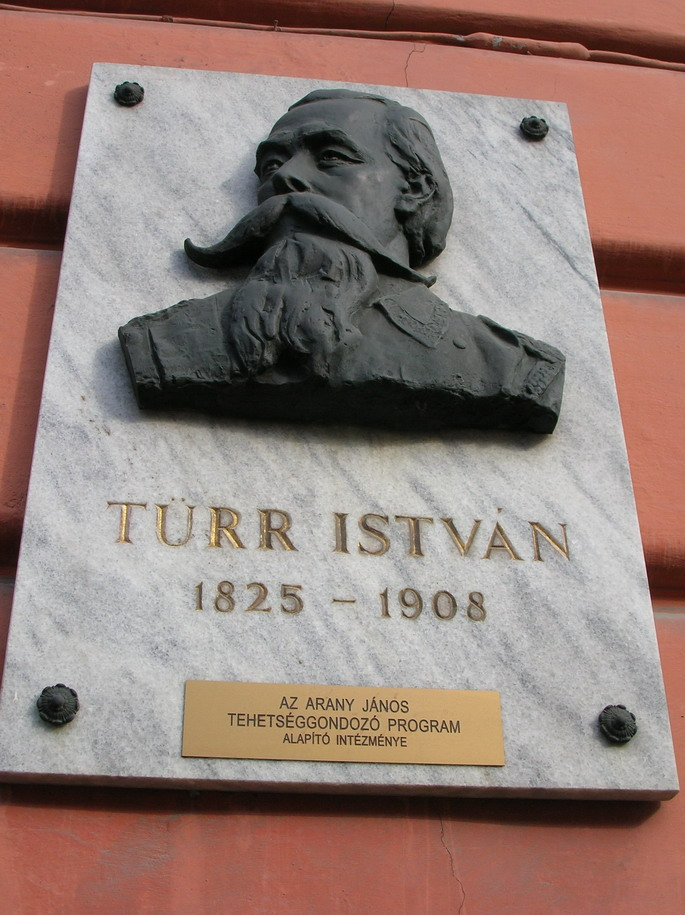
Türr István (1825–1908) emléktáblája, az iskola épületén

Az iskola életében törést jelentett az 1777-es Ratio Educationis, amely a tananyag és ismeretanyag frissítése mellett előírta, hogy csak annyi osztálya lehet egy gimnáziumnak, ahány tanára van. Így a nagygimnáziumot újra „grammatikai gimnáziummá” minősítették vissza. Ezt még csak tetőzte az, amikor II. József feloszlatta a pálos rend 1786-ban. Így, ez évtől, 1786-tól a kisgimnázium már csak magániskolaként működött. Ez 1794-től változott meg újra, mert ekkortól az uralkodó gondozásába került, és mint királyi algimnázium működött tovább. A rendeket I. Ferenc király 1802-ben állíttatja vissza, így lehetőséget kap újra, hogy a gimnázium újra egyházi kézbe kerüljön. Pápára a pálosokat várták vissza, mint eddigi fenntartókat, de helyettük a bencések költöztek ide. Ők kezdték meg az iskola kibővítését, a kötelező tanügyi rendelet szerinti 4 tanteremre. Az oktatást 1806-ban kezdték el újra, immár újra egyházi gondozásban.
Az oktatás az 1806. évi II. Ratio Educationis bevezetésével újra változott, amely „művelt hű keresztények” nevelését tűzte ki célul. Emiatt a tanítás heti 20 óra lett, amelyet immár 4 tanteremben folytattak. Főleg latint tanítottak, de már megjelent a magyar nyelv is a többi tudomány (matematika, földrajz, történelem) mellett. A bencés gimnázium híres volt szigorú rendszabályairól. Ezek a diákok egész életére hatással voltak, a fegyelem megteremtésében nagy szerepet játszottak. Az iskolának lett volna lehetősége bencés támogatás mellett már korábban is nagygimnáziummá válni, de ez a támogatás hiányában elmaradt, egészen 1911-ig. Ekkor alakul ún. bencés nagygimnáziummá. De az addig eltelt idő alatt is számos fejlődés történt, Pápa iskolavárossá vált és a bencés gimnázium az ország egyik leghíresebbike lett. Bevezették az 1849-ben kiadott Entwurf értelmében a szaktanári rendszert, az 1844-es törvények értelmében a magyar nyelv vált hivatalos nyelvvé, így itt is kiadták az első magyar nyelvű bizonyítványt, 1845-ben.
Ez időben, a 19. század végén, élt az iskola egyik leghíresebb igazgatója: Füssy Tamás és diákja Vaszary Kolos.

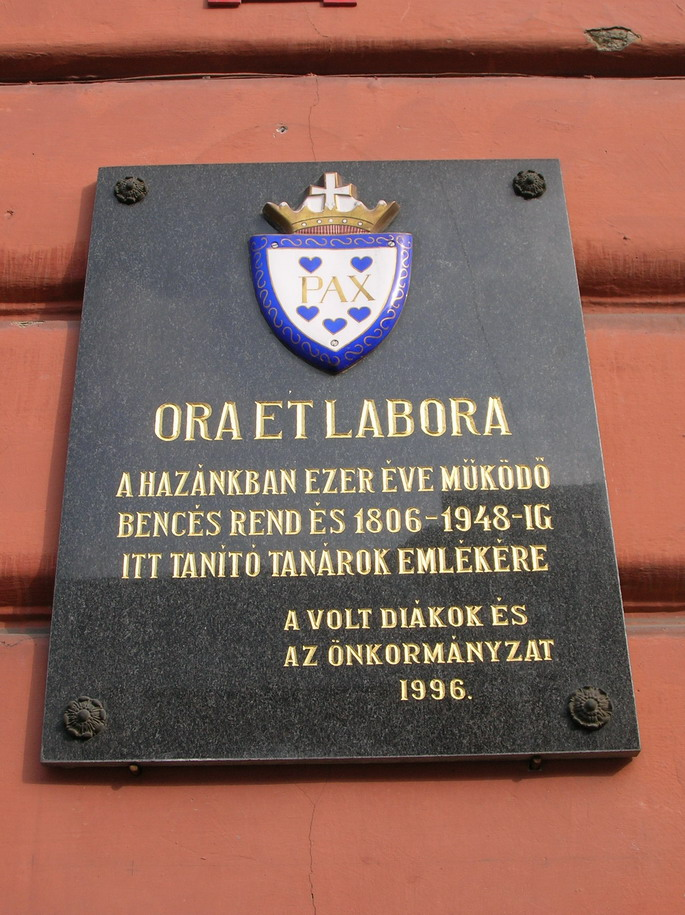
A bencés iskola 150 évére emlékezve

Az iskola oktatási rendszere alapvetően 1911-től változott meg megint gyökeresen. Ekkortól, mint nagygimnázium már 8 osztályos képzést nyújtott és érettségit adott a továbbtanuláshoz. Az első ilyen osztály még nem is végzett, amikor kitört az első világháború. Ez alatt az oktatás némileg szünetelt, és volt idő, amikor az iskola épületében rendkívüli hadikórházat működtettek. Az első érettségiző osztály 1915-ben végzett, ebben kapott bizonyítványt a későbbi pénzügyminiszter, Sulyok Dezső is.
Az iskola utolsó nagy átépítése – amelynek formái napjainkig is megmaradtak – 1912-1913 között zajlik. Ekkor már kialakult a mai Türr-re jellemző félköríves épületsor, a ma ismert terem-tematikával.
A háború után az iskola felvette a Szent Mór szerzetes nevet, így az 1921/1922-es tanévben az iskola neve: Pannonhalmi Szentbenedekrendi szent Mór Katholikus Főgimnázium lett. A tanrend lassan visszazökkent a világháború válságából az az előtti rendbe. Az oktatásra hatással volt az 1924-es oktatási rendelet, amely a felsőfokú tanulmányok végzésére való felkészítést tette fontossá, így az iskola reálgimnázium lett. Ezt a formát 1934-ben változtatták vissza, újra általános gimnáziummá.
Az iskolában díszesen megünnepelték az 1929-es évet, a bencés rend létezésének 1400. évfordulóját. Ez időben, a 20-as évek közepén a tanulók száma elérte a 350-et, és ezek között egyre nagyobb számmal vannak jelen a más megyéből vagy paraszti sorból származó tanuló is. Ez utóbbit főleg Klebelsberg Kuno közoktatási miniszter oktatási rendelete támogatta.
A második világháború szintén nagy hatással volt az iskola működésére, az elsőhöz hasonlóan rendkívüli hadikórházat működtettek, de a háború végén radikális változás kezdődött el. Az iskola 150 év után újra állami kézbe került, és összevonták a katolikus elemi iskolával. Az utolsó bencés diákok 1947/1948-ban végeztek. Az államosítást követően 1948 és 1951 között az iskola Állami Általános Gimnázium Pápa néven működött tovább. Ezt minisztériumi javaslatra, 1951-ben változtatták meg, felvette a máig is viselt Türr István nevét, így a gimnázium teljes neve, Pápai Állami Türr István Általános Gimnázium lett. Az oktatást az állam csak gimnáziumi szintűre korlátozta, így az alapiskolákat a református kollégium hasonló részlegével egybevonva kiszervezték.
A gimnáziumi képzés egy humán és egy reál tagozatra tagolódott, amelyhez később egy újabb reál tagozat csatlakozott. Később az egyik képzési forma átalakul nyelvi tagozattá (orosz-német), amely 1971-ig volt jelen az oktatás palettáján. A tagozatokban 1966-ban fordulat történt, ekkor vezették be a matematika-fizika fakultációt. Ennek és az összes eddigi fakultatív rendszerű képzésnek a minisztérium 1982-es oktatási rendelete vetett véget, ekkortól a '80-as évek végéig csak általános oktatás folyt. A tagozatok biológiai fakultatív képzéssel jönnek vissza 1989-ben, az iskola tantestülete 2004-ben döntött arról, hogy ezt a képzést megszünteti, így 2007-től már nem lesz biológia fakultás osztály a gimnáziumban.
Az iskolában a gimnáziumi képzés mellett egy szakközépiskolai képzés is megjelent 1974-ben, ennek megfelelően alakult a hivatalos neve is: Türr István Gimnázium és Óvónői Szakközépiskola. Ezzel a változtatással a minősítése is megváltozott, ekkortól a vegyes tanrendű iskolák közé sorolják. Az óvónői képzési típust 1997-ben szüntették meg, ekkortól a szakközépiskolai részt a pedagógiai képzés váltotta fel, neve így: Türr István Gimnázium és Pedagógiai Szakközépiskola lett. Ez utóbbi szakközépiskolai forma 2005-ig volt jelen az iskola tanrendjében. Ezután a tantestület határozata szerint már nem indult újabb szakközépiskolai osztály a gimnáziumban.
A legnagyobb változást az iskola modernkori történelmében, az óvónői és pedagógiai képzéseket leszámítva, a nyolcosztályos képzési forma bevezetése jelentette. Ezt 1992-ben indították be újra – a bencés hagyományokhoz visszatérve – s ma is nagy sikerrel működik a gimnáziumban, a városban egyedülállóan. A képzés bevezetésének árán viszont az eddigi 4 párhuzamos évfolyam 3 párhuzamos gimnáziumi és egy 5-8 közötti évfolyamokra változott meg.
A gimnázium 2001-ben csatlakozott a kormány által támogatott Arany János Tehetséggondozó Programhoz (AJTP), amellyel a hátrányos helyzetű, de tehetséges diákok felkarolása lett az iskola egyik központi célja. Az iskolában 2005-től fokozatosan megszűnt a normál 4 évfolyamos gimnáziumi képzés, helyét egy 0., nyelvi előkészítő évfolyammal kiegészült 5 évfolyamos gimnáziumi képzési forma váltotta fel. Az Arany János programban résztvevők elszállásolása miatt az iskolához egy pápai kollégium is csatlakozott, ennek következtében az intézmény hivatalos neve is megváltozott, így Türr István Gimnázium és Kollégiumnak nevezik az intézményt 2007-től kezdődően.

## Mai képzései
A gimnáziumban egyszerre 3 párhuzamos évfolyam található a 9-12. osztály között (A, F és G jelű), míg egy az 5-8. osztály között (G jelű).
- 2001-ben lépett hatályba az új közoktatási törvény, melynek következményeképpen a tehetséggondozás érdekében külön az ilyen diákokra specializálódott osztályt alakítottak Arany János Tehetséggondozó program néven. Ennek a képzési rendszernek 2006-ban voltak először végzős, érettségiző osztályai.
- Jelenleg is létezik, az 1992-ben elindított nyolcosztályos képzés, amelynek lényege az, hogy az általános iskola 4. osztály után egy központi felvételi révén már gimnáziumba kerülnek 10 éves diákok, majd 18 évesen érettségizetten hagyják el azt.
- Általános képzési forma, egy nulladik nyelvi előkészítő évfolyammal kibővítve, amellyel az általános képzés 5 év időtartamra nyúlik.

## A gimnázium fontosabb adatai
- Címe: 8500 Pápa, Fő utca 10.
- Tanulóink száma: 569 (2015. szeptember)
- Oktatóinak száma: 40 teljes állású tanár és 3 óraadó tanár
- Vezetőség:
  - Igazgató: Németh Zsolt
  - Igazgatóhelyettes: Vargáné Hári Rita
  - Igazgatóhelyettes: Gálné Kardos Judit

## A gimnázium igazgatói

### Pálos igazgatók
Rendszerint a gimnáziumot a kolostori priorház főnöke irányította. Arról, hogy pontosan kik voltak, a feljegyzések nem egyértelműek. Vitathatatlan forrás csak 1761-től van, ekkortól is csak egy igazgatóról bizonyos az iskolatörténet:
| Igazgató     | Mettől | Meddig |
| ------------ | ------ | ------ |
| Rosty Miklós | 1761   | 1786   |

### Bencés igazgatók
A bencések bejövetelétől folyamatos az írásos feljegyzés, az igazgatókat tanévektől tanévekig számították.
| Igazgató                     | Mettől       | Meddig       |
| ---------------------------- | ------------ | ------------ |
| Borsó Gellért                | 1806/1807    | 1811/1812    |
| Predmerszky Dömötör Donát    | 1811/1813    | 1815/1816    |
| Nagy Boldizsár Károly        | 1816/1817    | 1819/1820    |
| Tóth Athanász Gergely        | 1820/1821    | 1820/1821    |
| Farkas Vince Gergely         | 1821/1822    | 1822/1823    |
| Pajor Simon Ferenc           | 1823/1824    | 1823/1824    |
| Polgár Ince Zsigmond         | 1824/1825    | 1826/1827    |
| Krátky Donát Imre            | 1827/1828    | 1827/1828    |
| Horváth Timót József         | 1828/1829    | 1831/1832    |
| Jankó Félix Gáspár           | 1832/1833    | 1835/1836    |
| Petykó Jenő Mihály           | 1836/1837    | 1840/1841    |
| Höcker Ábel Alajos           | 1841/1842    | 1847/1848    |
| Weber Dénes Ferenc           | 1848/1849    | 1854/1855    |
| Höcker Ábel Alajos           | 1841/1842    | 1847/1848    |
| Füssy (Fuchs) Tamás Alajos   | 1855/1856    | 1862/1863    |
| Penner Roman                 | 1863/1864    | 1863/1864    |
| Bannovic Szulpic Alajos      | 1864/1865    | 1867/1868    |
| Vincze Viktorin Alajos       | 1868/1869    | 1874/1875    |
| Ocsovszky Kázmér Ambrus      | 1875/1876    | 1892/1893    |
| Pethő Menythért Antal        | 1893/1894    | 1905/1906    |
| Jándi Bernardin György       | 1906/1907    | 1909/1910    |
| Dr. Tell Anasztáz Imre       | 1910/1911    | 1916/1917    |
| Dr. Kocsis Lénárd Gyula      | 1917/1918    | 1920/1921    |
| Boksay Gergely               | 1918/1919    | 1918/1919    |
| Blazocih Jákó Fülöp          | 1921/1922    | 1923/1924    |
| Dr. Niszler Teodoz Ferenc    | 1924/1925    | 1929/1930    |
| Dr. Balogh Albin Lajos       | 1930/1931    | 1932/1933    |
| Dr. Dobrovich Ágoston Ferenc | 1933/1934    | 1938/1939    |
| Bíró Lucián Géza             | 1939/1940    | 1944 XII. hó |
| Tóth Ciprián Kálmán          | 1944 XII. hó | 1945. július |
| Dr. Saly Arnulf István       | 1945/1946    | 1945/1946    |
| Havasi Luciusz Gottfried     | 1946/1947    | 1947/1948    |

### Az állami gimnázium igazgatói (napjainkig)
| Igazgató        | Mettől | Meddig       |
| --------------- | ------ | ------------ |
| Galántai István | 1948   | 1968         |
| Borbély Sándor  | 1968   | 1974         |
| Varga József    | 1975   | 1990         |
| Gruber Marianna | 1990   | 2010         |
| Németh Zsolt    | 2010   | (hivatalban) |

## A gimnázium névváltozatai
| Név                                                 | Időtartam |
| --------------------------------------------------- | --------- |
| Szent Mór Királyi Főgimnázium                       | 1922-1947 |
| Állami Általános Gimnázium Pápa                     | 1948-1951 |
| Türr István Gimnázium                               | 1951-1974 |
| Türr István Gimnázium és Óvónőképző Szakközépiskola | 1974-1997 |
| Türr István Gimnázium és Pedagógiai Szakközépiskola | 1997-2005 |
| Türr István Gimnázium                               | 2005-2007 |
| Türr István Gimnázium és Kollégium                  | 2007-     |

## Híres diákjai
| Nevezetes diákok                      | Nevezetes diákok | Nevezetes diákok |
| Név                                   | Élet             | Tevékenység, foglalkozás |
| ------------------------------------- | ---------------- | --- |
| Ányos Pál                             | 1756–1784        | költő |
| Beke Manó                             | 1862–1946        | világhírű matematikus, az MTA tagja                                                                                              |
| Burcsi Péter                          | 1977–            | matematikus |
| Deák Ferenc                           | 1803–1876        | 19. századi magyar politikus, a Kiegyezés megkötője                                                                              |
| Esterházy Móric                       | 1881–1960        | Magyarország miniszterelnöke 1917-ben                                                                                            |
| Dr. Kokas (később Kolos) Károly Endre | 1905-1960        | bencés főiskolai tanár, könyvtáros, irodalomtörténész, a gimnázium növendéke (1920-21), majd tanára (1931)                       |
| Gőgös Zoltán                          | 1960–            | magyar politikus, országgyűlési képviselő, a Földművelésügyi Minisztérium államtitkára                                           |
| Gyurcsány Ferenc                      | 1961–            | Magyarország miniszterelnöke (2004-2009)                                                                                         |
| Hock János                            | 1859–1936        | magyar politikus, Tisza István politikájának örökös ellenzékije, 1918-ban a Magyar Nemzeti Tanács elnöke                         |
| Dr. Kovács Zoltán                     | 1957–            | magyar politikus, országgyűlési képviselő, Pápa város polgármestere (1990–2011)                                                  |
| Dr. Kövér László                      | 1959–            | magyar politikus, országgyűlési képviselő, nemzetbiztonsági szolgálatokat irányító miniszter (1998–2002), az Országgyűlés elnöke |
| Dr. Medgyasszay László                | 1941–            | magyar politikus, országgyűlési képviselő, a Földművelésügyi Minisztérium volt politikai államtitkára (1993–94)                  |
| Pethő Sándor                          | 1885–1940        | író, újságíró, a Magyar Nemzet alapítója                                                                                         |
| Sulyok Dezső                          | 1897–1965        | a 20. század első felének meghatározó politikusa, Pápa polgármestere (1945), volt pénzügyminiszter                               |
| Süpek Ottó                            | 1928-1995        | irodalomtörténész, az Eötvös Loránd Tudományegyetem, Bölcsészettudományi Kar Francia Nyelv- és Irodalom Tanszék egykori oktatója |
| Vaszary Kolos                         | 1832–1915        | bíboros, hercegprímás, történész                                                                                                 |
| Bereményi Géza                        | 1946–            | író, dalszöveg- és forgatókönyvíró, filmrendező                                                                                  |

## Külső hivatkozások
- A pápai Türr István Gimnázium hivatalos honlapja
- A Gimnázium a vendégvárón
- A Gimnázium a Pálya.hu oktatási portálon
- A Gimnázium a Térképen